# Bairische Landtafeln

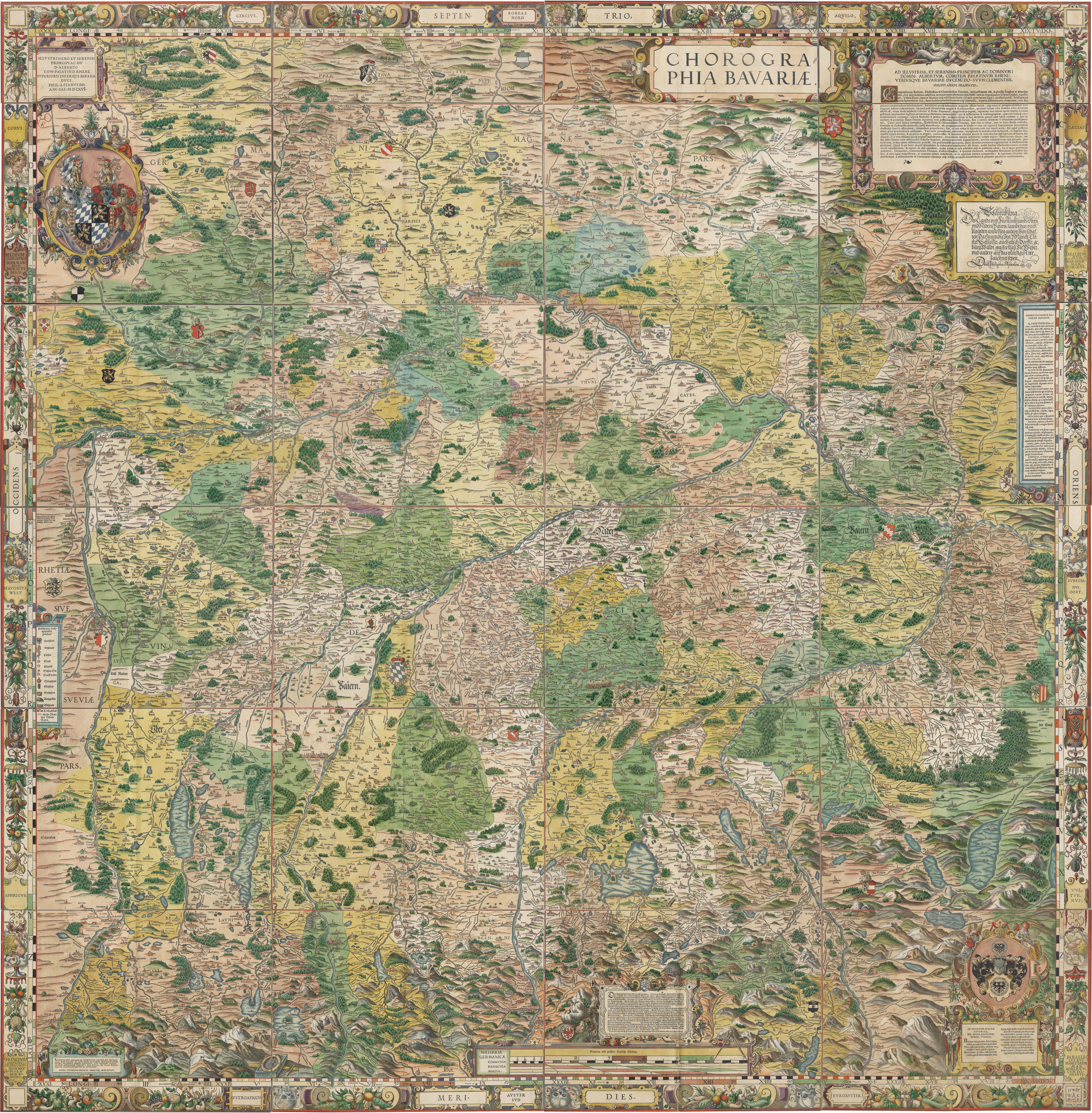
Zusammensetzung aller 24 Tafeln

Die Bairischen Landtafeln sind ein Kartenwerk Bayerns, die unter dem Titel Chorographia Bavariae veröffentlicht wurden. Der Gelehrte und Kartograf Philipp Apian ließ 1566 auf der Basis seiner „Großen Karte“ (1 : 45.000) 24 Holzschnitte im Maßstab von 1 : 144.000 anfertigen. Er verlegte sie in seiner eigenen Druckerei. Die Größe der Blätter beträgt etwa 43 × 33 cm. Zudem entstanden zusammen mit Jost Amman gut 100 Ansichten.
Auf der oberen verzierten Schmuckleiste ist die lateinische Widmung Apians an seinen Landesfürsten Herzog Albrecht V. von Bayern untergebracht. Der Inhalt wird angegeben: „Darinnen das Hochloeblich Furstenthumb Obern unnd Nidern Bayrn sambt der Obern Pfaltz, Ertz unnd Stifft Saltzburg, Eichstet unnd andern mehrern anstossenden Herschafften mit vleiß beschriben und in druck gegeben Durch Philippum Apianum.“
Der Geodät Max Gasser schrieb 1903: „Der ersten durch Philipp Apian (1531–1589) vollzogenen Landesaufnahme muß nachgerühmt werden, daß zu einer Zeit, in welcher sämtliche übrigen Staaten kaum primitive Karten besaßen, dieselbe das vollendetste Kartenwerk nicht nur ihrer Epoche, sondern auf Jahrhunderte hinaus hervorgebracht hat.“

## Kartenschnitt
| Nürnberg                                  | Amberg, Sulzbach |                              |          |
|                                           |                  |                              |          |
|                                           |                  |                              |          |
|                                           |                  |                              |          |
| Ammersee, Wirmsee (heute Starnberger See) | München          | Chiemsee, Traunstein         | Attersee |
| Schongau, Weilheim                        | Tegernsee        | Berchtesgaden, Marquartstein | Salzburg |